# Xelkovitxikha
Xelkovitxikha (en rus: Шелковичиха) és un poble de l'óblast de Novossibirsk, a Rússia, que en el cens del 2010 tenia 347 habitants, pertany al districte de Novossibirsk.